# Тама (казахский род)
Тама — казахский род, являющийся одним из семи подразделений племени Жетыру в составе Младшего жуза.

## Родовой состав
Подроды:
- Курак
- Жабал
- Есенгельды
  - аташал
  - даулеткельды
  - кызылкурт
  - кенжебай
- Жогы
  - сусары
  - хансары
  - назархан
  - жанике
    - молдас
    - айдар
    - шагыр
    - козей

  - кушик
    - есенабыз
    - суттыабыз
    - куттыабыз

## Тамга
- Тамга ,  кос алип,  тарак.

## Анализ Y-DNA
По последним данным казахского ДНК-проекта известны гаплотипы 5 представителей рода тама, 4 являются носителями Y-хромосомная гаплогруппа C3 и 1 носитель гаплогруппы R1a.
Антропологически — представители южносибирской расы (ск. диа. — 147 мм, рост бороды — 2.12 бал., эпикантус — 15 % мужчин, дл. тела — 166,5 см.).
Говорят, главным образом, на западных говорах казахского языка.

## Этноним
Этноним «тама» распространён среди немногих народов. Исследователи казахов, зафиксировавшие у них этноним «тама», отождествляют его с названием племени тума, которое упоминается Рашид ад-Дином в составе монгольских племён. По одной из версий этимоном этнонима тама является термин «тама», обозначающий монгольские войска, направляемые на постоянное проживание в завоеванных областях для охраны границ и поддержания порядка. В «Сборнике летописей» неоднократно встречается упоминание войск «тама» и воинская должность «ляшкар-тама» (командир войск тама). О. И. Смирнова и А. А. Семёнов указывают войска «тама» как корпуса, исключённые от основных владений и расквартированные в завоеванных областях для постоянного проживания и несения гарнизонной службы. В то же время И. П. Петрушевский указывает, что в «таму» брали «здоровую мужскую молодёжь» покорённых территорий. Узбекский этнограф и историк К. Ш. Шаниязов относит их к «отюреченным монгольским элементам». Данный этноним встречается у ногайцев и узбеков этнографической группы курама.

## Этническая история
В XIV—XVI вв. род тама во главе с героем Чурой Нарыковым играл большую роль в жизни Ногайской орды и Казанского ханства. Ногайская легенда о Чора батыре из рода тама была широко известна у крымских татар.
В. В. Востров и М. С. Муканов сформулировали гипотезу о генетической связи казахского рода тама (и соответственно тана) с монгольским племенем тумат, ответвлением баргутов. Данная версия получила развитие в трудах Р. Г. Кузеева, по мнению которого, родственные казахским тама башкирские тамьяны также восходят к туматам.

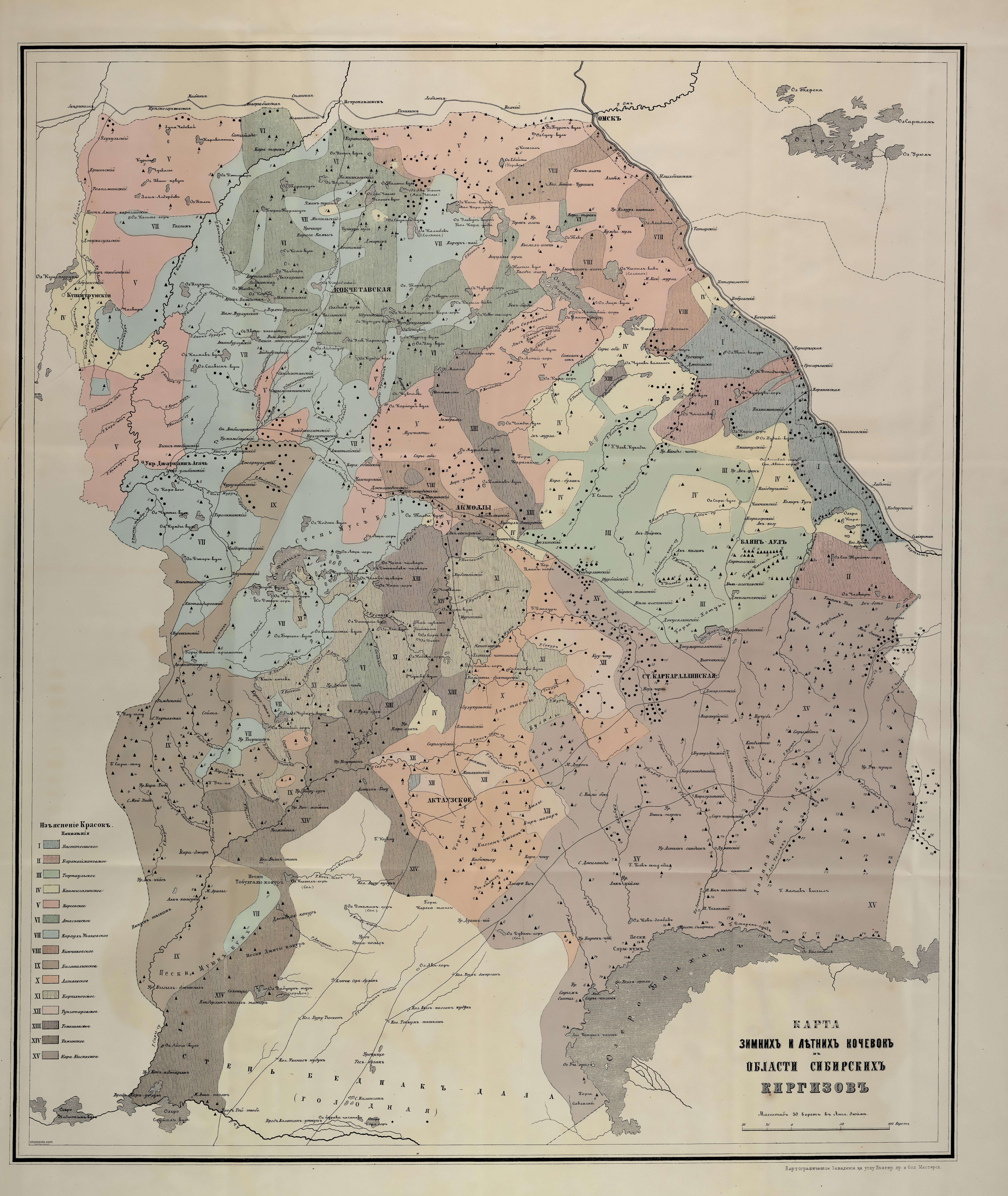
Таминская волость в области сибирских киргизов (казахов) в 1868 году

## Территория расселения
Многочисленные представители рода тама проживают в бассейне реки Урал и его притоков (Западно-Казахстанская и Актюбинская обл., южные районы Оренбургской области, а также Астраханская, Саратовская обл. РФ). Отдельные группы встречаются в нижней Сырдарье(Кызылординская область) и рекам Сарысу и Чу (Улытауская, Туркестанская, Жамбылская обл.). Часть рода тама кочевала в Таминской волости Акмолинского внешнего округа области сибирских киргизов (казахов). Численность по данным 1898—1910 гг. от 53 до 70 тыс. человек, составляя 30,6 % казахского населения Актюбинского уезда, 12,8 % Уральского и 3,4 % Чимкентского. В Оренбургской области РФ по оценке 1926 года проживало около 8 тыс. представителей рода тама, что составляет 37 % казахского населения области. По данным А. Темиргалиева численность рода тама в 1897—1915 гг. составляла 93 тыс. человек.

## Известные представители
- Чура Нарыков — князь Казанского ханства, полководец. Герой эпоса "Шора-батыр".
- Ислам Нарыков — князь Казанского ханства.
- Аликей Нарыков — мурза Казанского ханства.
- Есет Кокиулы — казахский полководец, тархан.
- Ыкылас Дукенов — казахский народный композитор-кюйши, кобызист, один из основателей школы кобыза.
- Танирберли Молдабай — казахский акын, известный певец. Автор песни "Молдабай".
- Сугир Алиулы — казахский композитор-кюйши, ученик Ыкыласа Дукенова.
- Акимгерей Костанов — казахский акын, певец, жыршы.
- Жаппас Каламбаев — казахский композитор, кобызист, заслуженный деятель искусств Казахской ССР (1944), ученик Сугир Алиулы.
- Хамит Ергалиев — писатель, акын.
- Хайрулла Габжалилов — художник, архитектор. Автор и разработчик национальной валюты Республики Казахстан — тенге.
- Берік Шаханұлы — писатель, прозаик. Лауреат международной премии «Махмуда Кашгари», лауреат премии «Алаш».
- Сугралинов Данияр Саматович — писатель, прозаик.
- Акай Онгарбаевич Онгарбаев —советский партийный и политический деятель. Нарком (c 1946 г. Министр) Государственного контроля Казахской ССР (1943—1955). Член РКП(б).
- Есенгали Турмухамедов — революционер и политический деятель, один из лидеров движения «Алаш».
- Сатыбалды Жалелович Нарымбетов — советский и казахский кинорежиссёр, кинодраматург, писатель.
- Бегимбетов Нысангали — видный государственный и политический деятель, один из членов движения «Алаш».
- Нурбек Оралбай — казахский боксер-любитель, многократный победитель и призёр международных и национальных турниров, серебряный призёр Олимпийских игр 2024 года.

## Эпосы рода Тама
Самым знаменитым эпосом рода Тама считается героический дастан Шора батыр, историческим прототипом которого является — Чура Нарыков.  Другим известным произведением является эпос «Қырымның қырық батыры» или Сорок богатырей — эпический цикл сказаний, включающий в себя 36 преданий, 9 из которых посвящены историческим личностям из рода Тама: «Карадон батыр и его потомки» (Карадон, Жубаныш, Суйиниш, Бегис, Когис, Тама, Тана, Нарик, Шора).